# 素晴らしい風船旅行
『素晴らしい風船旅行』（Le Voyage en Ballon）は、1960年制作のフランス映画。
『白い馬』や『赤い風船』などの短編作品を手掛けたアルベール・ラモリスが初めて監督した長編映画である。
第21回（1960年）ヴェネツィア国際映画祭では、国際カトリック映画事務局賞を受賞した。
日本ではVHSとLD発売時、ジャケットのイラストを野口久光が担当した。

## キャスト
| 役名     | 俳優               | 日本語吹き替え | 日本語吹き替え |
| 役名     | 俳優               | NHK総合版      | NHK-BS2版      |
| -------- | ------------------ | -------------- | -------------- |
| パスカル | パスカル・ラモリス | 野沢雅子       | 大友大輔       |
| 祖父     | アンドレ・ジル     | 高城淳一       | 宮内幸平       |
| 助手     | モーリス・バケ     | 里見たかし     | 千葉繁         |

- NHK総合版：初回放送1971年5月3日『劇映画』14:00-15:20[2]
  - テレビ東京での放映にも使用。
- NHK-BS2版：初回放送1992年5月4日『ファミリー映画館』19:20-20:40[3]
  - その他声の出演：石森達幸、島香裕、清川元夢、鈴木れい子、山野史人、秋元千賀子、小野丈夫、色川京子

※日本語吹き替えは上記の他、ザック・プロモーション制作で1984年7月13日に放送されたTBS版も存在する。

## スタッフ
- 監督・製作・脚本：アルベール・ラモリス
- 撮影：モーリス・フェルー、ギイ・タバリー
- 空中撮影：アルベール・ラモリス
- 美術：ピエール・セベント
- 編集：ピエール・ジレット
- 音楽：ジャン・プロドロミデス